# システム・シミュレーション
システム・シミュレーション (Systems simulation) とは、現実世界の様々なタスクやプロセスの実行をコンピュータでシミュレーションする方法である。コンピュータは、あるシステムの複数の変数間の複雑な相互作用を記述・表示する数値モデルを生成するために用いられる。システムの複雑性はイベントの確率的性質、各要素の相互作用に関するルール、およびシステムの時間の経過による振る舞いを全体として知覚することの困難性から生じる。

## コンピュータゲームにおけるシステム・シミュレーション
システム・シミュレーションを組み込んだ最も顕著なコンピュータゲームの一つにシムシティがある。これは、街の機能、つまり電力、上水、下水、公共交通機関、人口増加、社会活動（仕事、教育、緊急応答など）などのシステムをシミュレートするゲームである。